# Mercury-Redstone 1
Mercury-Redstone 1 měl být první suborbitální let kosmické lodi Mercury pomocí rakety Redstone. Start se konal 21. listopad 1960 na odpalovacím komplexu 5 na Cape Canaveral Air Force Station. Účel letu bylo prověření kombinace kapsle Mercury s nosnou raketou Redstone. Let trval asi jednu sekundu, raketa „vzlétla“ přibližně do výšky 100 milimetrů (~4 palce) a pak dosedla zpět na odpalovací rampu, Mercury-Redstone 1 proto bývá nazýván čtyřpalcový let.

## Závada

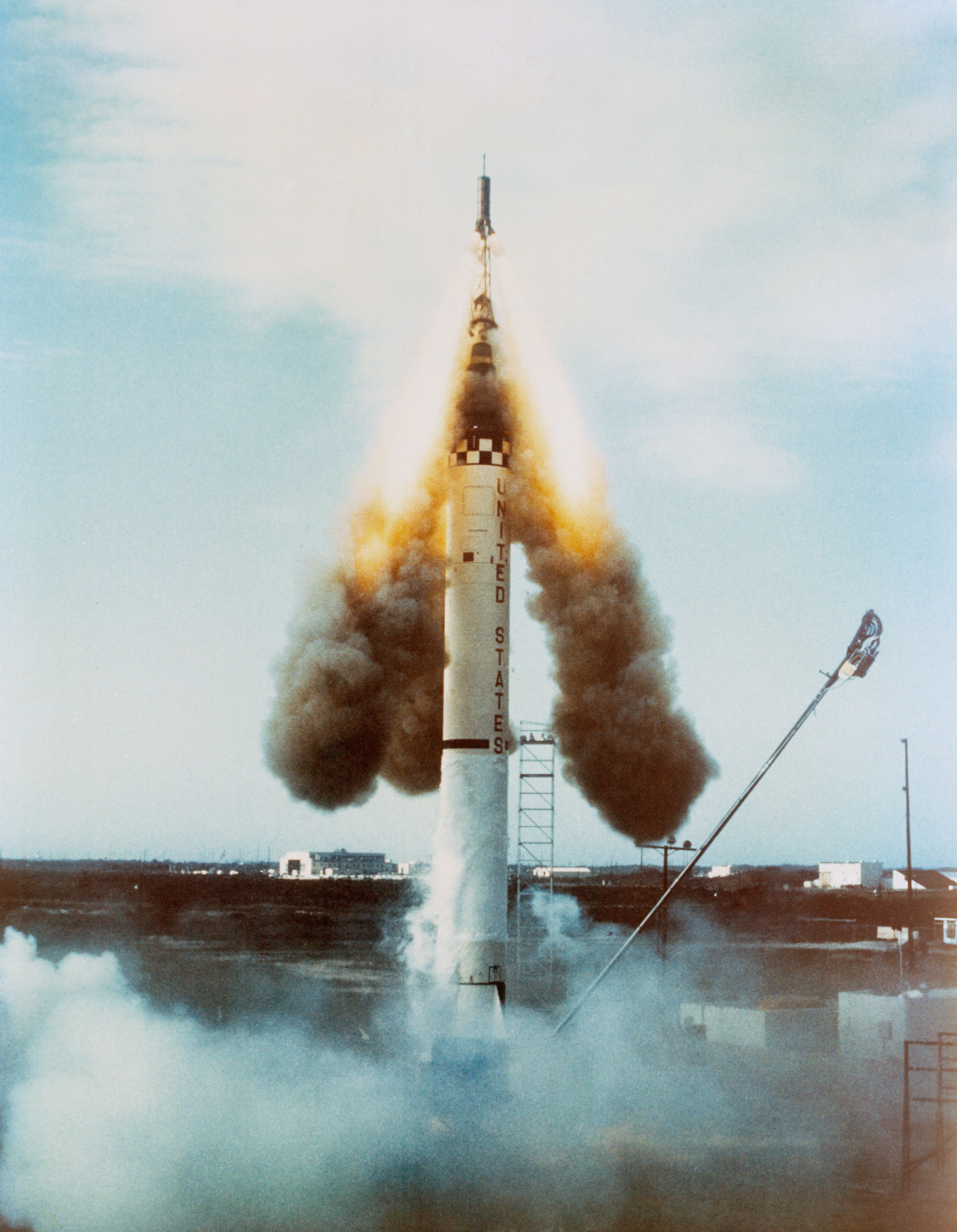
Start únikového systému

Závada při startu byla způsobena chybou elektroniky na ocasní části rakety. Raketa byla spojena s pozemním zdrojem energie pomocí několika konektorů, při startu došlo k nerovnoměrnému odpojení těchto konektorů, jeden byl zcela odpojen, ale ostatní byly jen napůl vytaženy a motor se sám nouzově odstavil přibližně sekundu po startu. Raketa poté dopadla vertikálně zpět na odpalovací rampu a naštěstí nedošlo k explozi, avšak následovala řada zvláštních událostí. Únikový systém zaznamenal vypnutí motoru nosné rakety a zažehl únikové rakety, zároveň však přišel signál k odpojení věže únikového systému od kapsle Mercury. V důsledku toho zůstala raketa a kapsle Mercury stát na rampě a únikový systém sám vyletěl do výšky 1220 metrů a dopadl asi 365 metrů od rakety. Jelikož byl aktivován únikový systém, ovládací systém předpokládal, že došlo k nehodě a kapsle je právě odnášena od explodující rakety do bezpečí. Kapsle však „seděla“ na vrchu rakety ale systém předpokládal že padá k zemi (barometr detekoval výšku nižší než 10 000 stop)a proto v čase 3 sekundy po odpálení únikového systému odpálil rádiový kanystr a stabilizační, hlavní a záložní padáky.

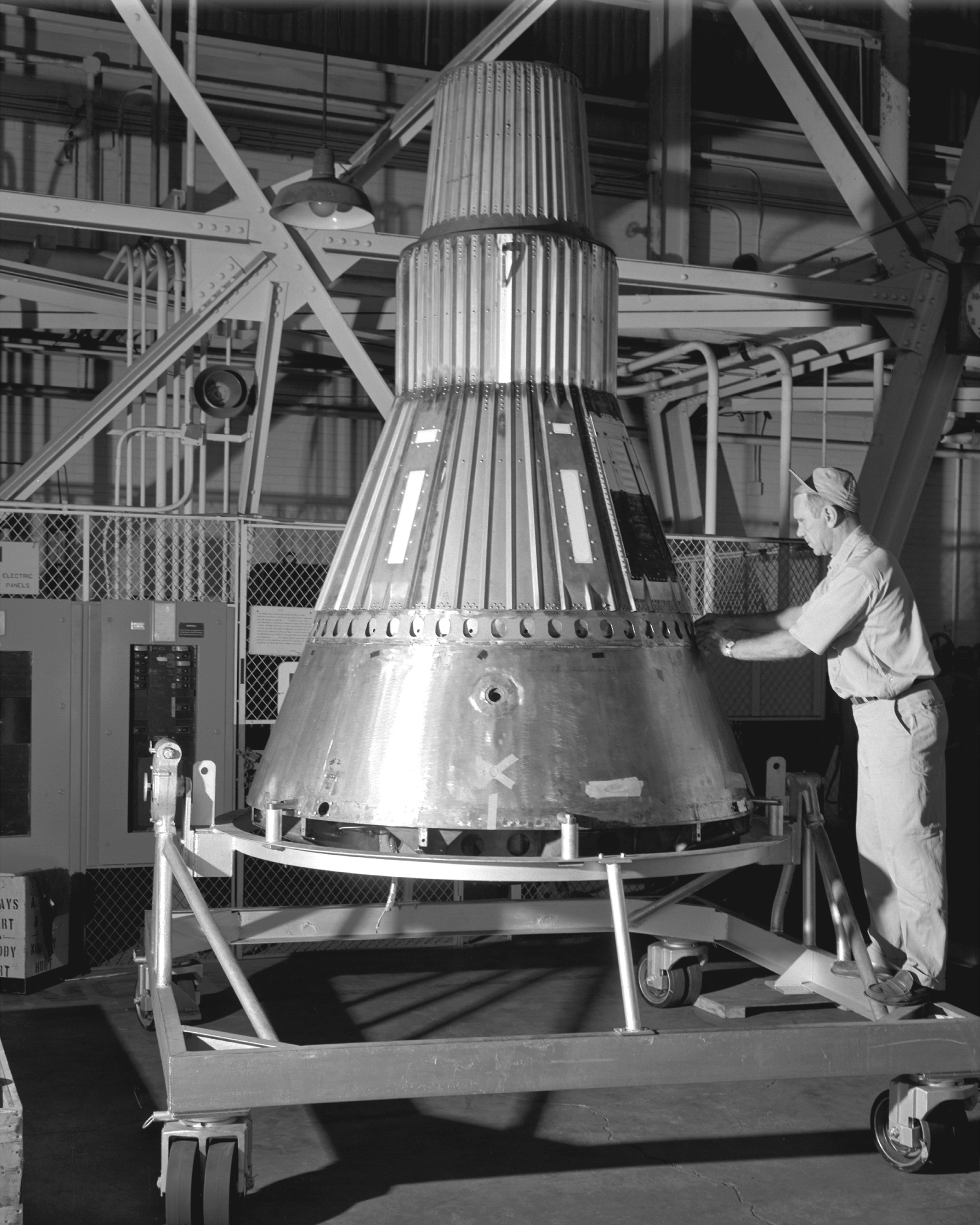
Příprava kapsle #2 v Glenn Research Center

## Následky
Po „startu“ raketa seděla na rampě, kapsle byla stále připojena, věž únikového systému byla pryč a ze špice kapsle visely padáky. Raketa nedosedla zcela přesně a byla tak trochu „rozviklaná“. Bezprostřední nebezpečí představovaly visící padáky, jež hrozily že naberou vítr a povalí raketu. Další nebezpečí představovaly plně nabité baterie nosiče i kapsle a pyrotechnické vybavení, jako například výbušné šrouby pro separaci kapsle. Obsluha základny tak musela počkat do příštího dne, kdy bylo jisté, že se baterie již vybily. Kapsle nesla číslo 2 a byla opravena a použita při příští misi Mercury-Redstone 1A, raketa Redstone byla příliš poškozena a byla vyřazena. Kapsle č.2 je v současnosti vystavena v NASA Ames Research Center, Moffett Federal Airfield v Kalifornii a raketa Redstone je vystavena v US Space and Rocket Center v Huntsville v Alabamě.